# Erste Liebe – letzte Liebe
Erste Liebe – letzte Liebe (im Original: La Promesse de l'aube, zu Deutsch etwa „Das Versprechen in der Morgendämmerung“) ist ein als Autobiographie angelegter Roman des französischen Schriftstellers Romain Gary aus dem Jahr 1960. Das Buch wurde in viele Sprachen übersetzt; auf Deutsch erschien es zuerst seit 1961 in vielen Ausgaben und wieder 2008 in einer neuen Übersetzung unter dem Titel Frühes Versprechen (Schirmer Graf, München, ISBN 978-3-86555-049-1).
Jules Dassin verfilmte das Buch 1971 unter seinem englischen Titel Promise at Dawn. Eine weitere Verfilmung folgte 2018 unter dem Titel Frühes Versprechen von Eric Barbier.

## Inhalt
Romain Gary erzählt, in großen Teilen fiktiv, von seiner Kindheit und Jugend. Geboren als Sohn einer russisch-jüdischen Mutter, die früher eine Theaterschauspielerin war, wächst er zunächst in Moskau auf, bevor seine Mutter mit ihm aus Russland fliehen muss. Sie lassen sich in der damals polnischen Stadt Wilno (heute die litauische Hauptstadt Vilnius) nieder, wo die Mutter nach anfänglichen Schwierigkeiten einen einträglichen Modesalon aufbaut. Schon früh steht für die Mutter fest, dass aus ihrem Sohn einmal jemand Großes werden soll: Schriftsteller, Musiker, Botschafter von Frankreich. Um diesen Traum zu verwirklichen, erhält der junge Romain Unterricht von zahlreichen Privatlehrern. Als der Modesalon bankrott macht, wandert sie mit ihm nach Frankreich aus. Dort angekommen, ist sie zunächst ohne jegliche finanzielle Mittel und arbeitet hart, um ihrem Sohn eine Schulausbildung, ein Jurastudium und eine Ausbildung zum Offizier zu ermöglichen. Doch Romain wird das Offizierspatent verweigert, da er noch nicht lange genug französischer Staatsbürger ist. Seiner Mutter verheimlicht er diese Tatsache. Als kurz darauf der Zweite Weltkrieg ausbricht, zieht er als einfacher caporal in den Krieg und lässt die schwer herzkranke Mutter zurück, im Bewusstsein, dass ihm nur wenig Zeit bleibt, um ihre Träume zu erfüllen. Sie schreibt ihm regelmäßig Briefe mit Ermutigungen und Ratschlägen zu seinen Einsatzorten in Großbritannien und Afrika. Im Verlauf des Krieges wird Romain befördert, er wird von Charles de Gaulle mit dem Ordre de la Libération ausgezeichnet und erhält die Einladung, in den diplomatischen Dienst zu treten. Als er nach Kriegsende nach Frankreich zurückkehrt, erfährt er, dass seine Mutter schon vor drei Jahren gestorben war und vor ihrem Tod hunderte Briefe geschrieben hatte, die eine Freundin in regelmäßigen Abständen an Romain schickte.
Diese Angaben sind, wie fast alles, was Gary in Ich-Form schreibt, romanhaft zu verstehen.

## Weitere Ausgaben
- Erste Liebe – Letzte Liebe in Reader’s Digest, Stuttgart. Ausg. 1, 1965 (Auswahlband 165, gekürzt)
- Buchklub-Ausgaben bei den dem Bertelsmann-Konzern verbundenen Clubs (Europ. Bildungsgemeinschaft u. a.) und bei Ex libris, Zürich
- Als Taschenbuch bei dtv

## Belege
1. ↑  Deutschlandradio Kultur: „Das folgsame Chamäleon“ Rezension zu Das frühe Versprechen, 20. März 2008
2. ↑   https://www.fruehesversprechen.de/
3. ↑  siehe dazu z. B. Nancy Huston, Tombeau Romain Gary, Actes Sud, Arles 1999 u. ö., zu diesem Roman und allen anderen
4. ↑  insbes. über Erste Liebe, letzte Liebe; General Nachtigall; Du hast das Leben noch vor dir; Gedächtnis mit Flügeln und Les enchanteurs